# 매뉴얼 개발
매뉴얼 개발은 통신, 영상, 전자, 기계 제품 등 사용 방법을 사용자에게 전달하기 위한 사용 설명서를 제작하는 것을 뜻한다. 잘 개발된 매뉴얼은 사용자가 사용 정보를 즐겁고 효율적으로 습득하게 해주며, 이를 통해 매뉴얼 자체가 마케팅 도구의 역할을 하기도 한다. 매뉴얼의 형태는 사용자가 정보를 습득하는 채널과 사용자의 구독 환경에 따라 종이/전자 문서, 음성/동영상 등 멀티미디어, 체험 번들 등으로 다양하게 개발될 수 있다.

## 개발 과정
매뉴얼 개발은 통상 다음과 같은 과정으로 진행된다.

### 제품/사용자 분석
매뉴얼을 작성할 제품을 직접 입수하여 사용해 보고 기능을 파악한다. 또한 사용자를 분석하여 사용자에게 적합한 주요 기능 및 작성 형태를 조사한다.

### 작성
제품 및 사용자 분석 자료를 바탕으로 제품의 주요 기능 및 기술 순서를 선정하여 개발을 진행한다. 이때 관련 법률과 산업 표준(IEC82079, "사용 설명 자료 개발") 등을 준수할 것이 권장된다.

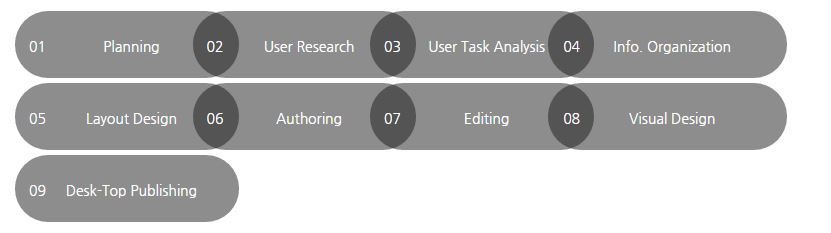
매뉴얼 개발 과정

위 과정을 도표로 나타내면 다음과 같다.

## 사용 설명 자료 개발을 위한 국제 표준
테크니컬 커뮤니케이션(TC) 산업이 발달한 전 세계 주요 국가에서 사용 설명을 위한 기술 문서 개발의 가이드라인으로 택하고 있는 것은 국제 표준의 주요 제정기구인 IEC(International Electrotechnical Commission)가 ISO와 연계하여 개발한 IEC82079-1_2012 “Preparation of instructions for use – Structuring, content and presentation”이다.
IEC82079-1 표준은 설명서 작성에 필요한 원칙으로 상품을 제조/판매하는 사람들과 상품의 사용 설명서 제작에 종사하는 모든 사람들(제조판매자, 테크니컬 라이터, 테크니컬 일러스터레이터, 소프트웨어 설계자, 번역가 등)을 위한 가이드라인이다.
소형 전자 제품이든 대형 공장 설비 시스템이든 특정 상품의 대상 사용자에게 제공되어야 하는 여러 종류의 사용 정보, 즉 Instructions for Use(IFU)를 개발할 때 필요한 기본 원칙(4조,Principles)과 어떤 내용을 담아야 하고(5조, Content of Instructions for Use), 어떻게 표현해야 할 것인지(6조, Presentation of Instructions for Use)를 주요 내용으로 담고 있으며 부록에는 설명서의 평가를 어떻게 할 것인지(Annex A, B, C), 설명서를 개발하는 단계를 어떻게 구성할 것인지(Annex D)를 수록했다.

## 각 국가의 규제와 법, 표준, 그리고 사용 설명과의 관계
매뉴얼 개발 시에는 매뉴얼이 배포 및 사용될 국가의 규제, 법 및 표준을 고려해야 한다.
무역이 활발하게 이루어지고 있는 주요 국가, 지역에서는 자국민의 안전을 보장하기 위하여 일정수준의 품질과 제작 기준을 만족시키는 상품을 제조, 판매할 것을 요구하고 있다. 유럽에 판매하는 상품은 제조 과정이나 그 과정을 통해 만들어진 상품이 EU 규정이 요구하고 있는 항목을 만족시키거나 준수하고 있음을 지정된 평가기관을 통해 검증을 받고 CE마크를 획득한 뒤 상품에 부착해야만 판매할 수 있는 것이 대표적인 사례라고 볼 수 있다.

## 매뉴얼의 형태
사용 설명의 대상 독자는 일반 소비자일 수도 있지만 설치기사, 수리기사가 될 수도 있다. 평범한 일반인일 수도 있지만 의학적, 기계적 전문 지식과 배경을 가진 전문가일 수도 있습니다. 사용 설명이란 대상 사용자와 형식에 따라 사용 설명서, 수리 설명서, 설치 설명서, 유지관리설명서, 트레이닝 매뉴얼, Handbook, QRG, 튜토리얼, 온라인 도움말, 포장, 상품카타로그, 웹에서 제공하는 상품안내, FAQ, 활용가이드로 다양하다.

## 미디어의 발전과 사용자 구독환경의 변화
미디어의 발전에 따라 사람들이 정보를 습득하는 방식도 변하고 있다. 특히 최근에는 이러한 변화의 폭이 크고 그 속도도 빨라지고 있다. 사용 정보, 즉 매뉴얼을 제공하는 방식도 이런 추세에 따라 적절히 변해야 한다.

## 매뉴얼 개발 전문 업체
매뉴얼 개발은 위와 같이 다양한 요소를 고려하여 전문적이고 표준화된 절차에 따라 개발되어야 하므로, 제품 사용성 극대화를 위해서는 전문 업체가 전담하여 개발하는 것이 적절하다. 
특히 제품간의 기능 격차가 감소하여 사용성과 사용자 경험에 대한 중요도가 높아지고 있는 오늘날, 전문 업체에 의해 개발된 높은 품질의 매뉴얼은 그 제품의 성공 여부를 결정지을 정도로 중요하다고 할 수 있다.